# Parco nazionale della Mauricie
Il parco nazionale della Mauricie (in francese Parc national de la Mauricie) è un parco nazionale situato in Québec, in Canada, si trova nella regione Mauricie.